# Reproductor CD portàtil

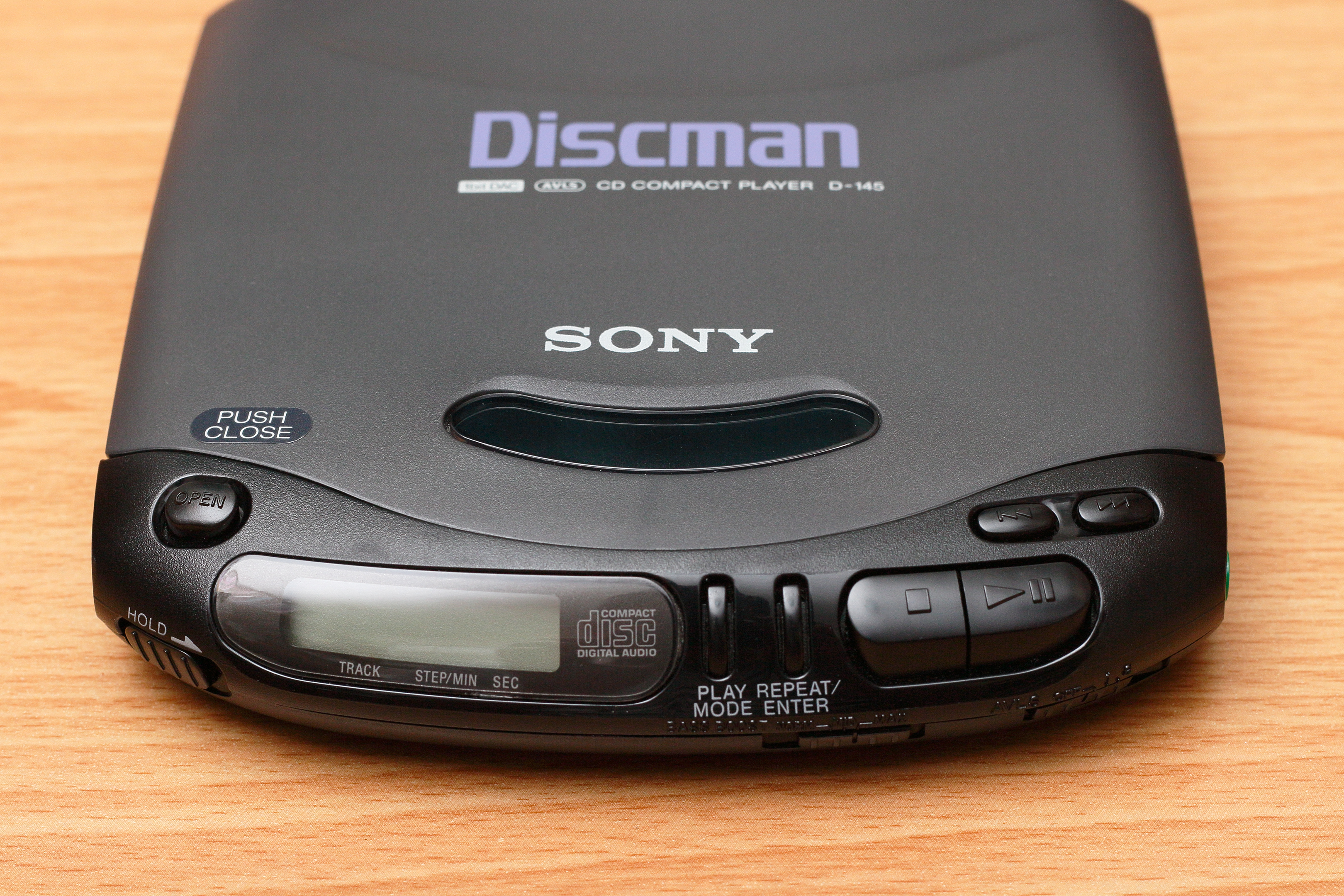
Discman D-145

Un reproductor de CD portàtil és un reproductor d'àudio portàtil que s'utilitza per reproduir discs compactes. El primer reproductor d'àudio llançat va ser el Discman D-50 de Sony, que va arribar al mercat el 1984.

## Característiques
Les característiques bàsiques d'un reproductor de CD portàtil són:
1. Reproducció / Pausa
2. Stop
3. Retrocediment/Rebobinat
4. Avanç ràpid
5. Manteni (alguns models)
6. Pantalla de cristall líquid
7. Presa d'auriculars / àudio

La funció de reproducció i pausa permet a l'usuari fer una pausa al mig de la pista (cançó) i reprendre-la al mateix lloc que l'oient va deixar sense que el botó de reproducció torni a tocar. La funció de parada deté la pista i permet a l'usuari canviar de pista fàcilment. La funció d'avenç ràpid i retrocediment avançarà ràpidament o rebobinarà la pista la quantitat de temps que manté premut el botó. La pantalla de cristall líquid proporciona una visió visual de la quantitat de bateria que es queda, la pista (nombre) que es reprodueix actualment i la quantitat de temps transcorregut a la pista. Alguns reproductors de CD portàtils poden reproduir discos CD-R / CD-RW i alguns poden reproduir altres formats com àudio codificat per MP3.

## Problemes amb els CD gravables
Alguns reproductors de CD portàtils no reprodueixen CD gravables (CD-R, CD-RW) a causa de la manera com estan gravats aquests CD. Es grava un CD gravat pel consumidor fent marques en una fina capa de colorant orgànic, cosa que comporta una incompatibilitat amb alguns reproductors de CD. Per a alguns usuaris de CD-R, la solució és gravar el CD a una velocitat més lenta o utilitzar una marca diferent de CD gravables.

## Declivi del format
Els reproductors de CD portàtils van anar disminuint en popularitat des de l'augment de la popularitat dels reproductors multimèdia portàtils que reproduïen fitxers d'àudio digitals, inclosos l'iPod i els telèfons intel·ligents. Abans que els reproductors d'àudio digital es popularitzessin, molts van canviar a MiniDisc com a alternativa als CD, a causa de la mida compacta del format MiniDisc.